# Steinreihe von Drény

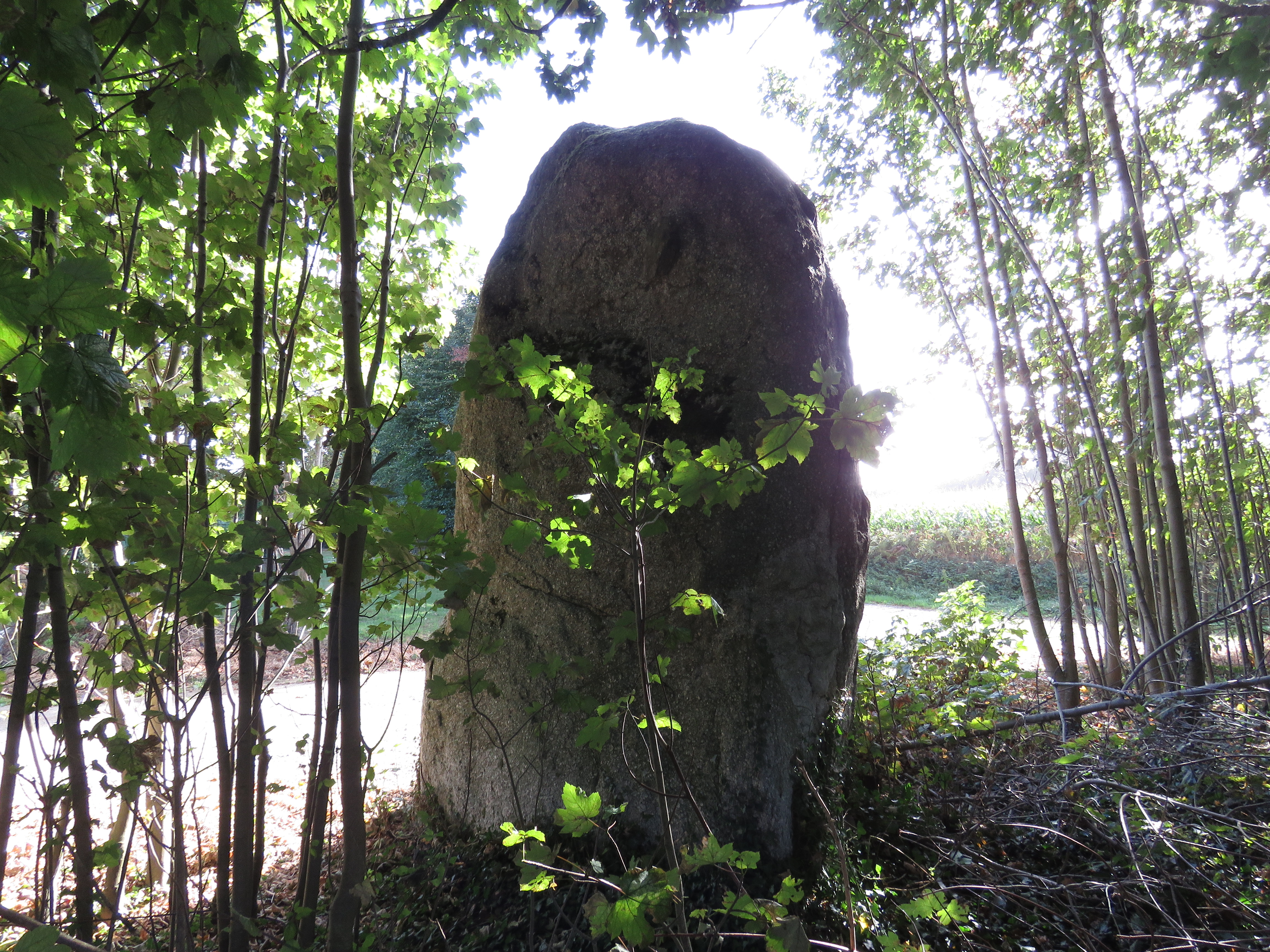
Einer der Menhire von Drény

Die Steinreihe von Drény (auch Alignement von Drény, Les Rochers, Menhirs du Bas Drény oder Menhirs Jumelés genannt) steht südwestlich von Plémy bei Loudéac im Département Côtes-d’Armor in der Bretagne in Frankreich. Die Menhire von Drény sind zwei etwa 2,5 und 2,35 Meter hohe Granitmenhire. Der höhere hat einen Querschnitt von 1,4 × 1,0 m, der niedrigere einen von 1,8 × 0,95 m. 
Im Jahr 2015 entfernte ein Landwirt drei Steine von ihrem Platz, darunter die zwei Steine der Steinreihe. Der Vorfall bemerkt und die Behörden stellten sicher, dass sie zurückversetzt wurden. 

## La Roche Longue

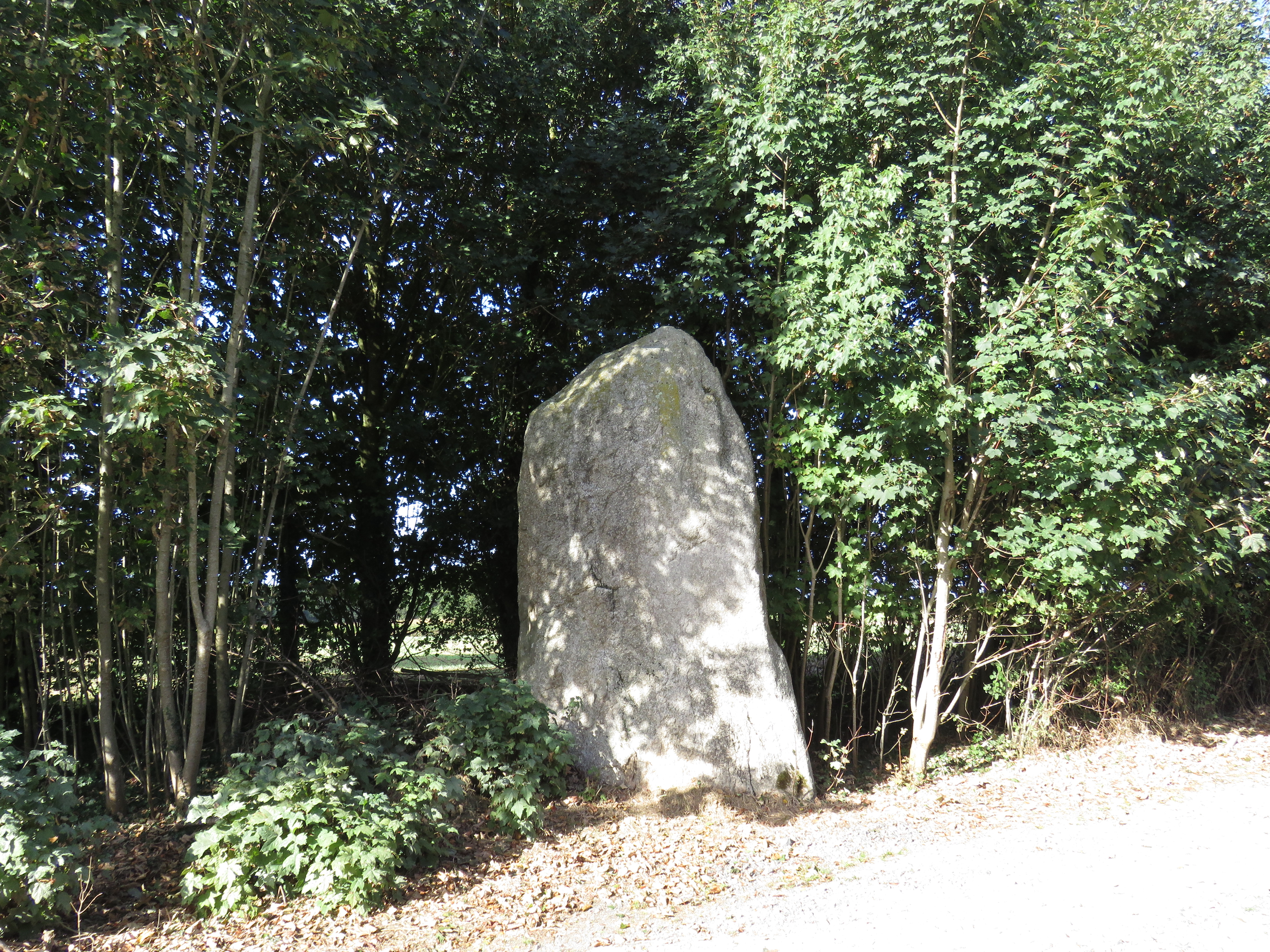
Menhir La Roche Longue

Etwa 100 m entfernt steht nahe der Straße der etwa 3,95 m hohe, 2,65 m breite und 1,45 m dicke Granitmenhir La Roche Longue (Plémy).